# Dr. Taquinho Linhares
Luís Eustáquio Linhares, mais conhecido como Dr. Taquinho Linhares, é um médico e político brasileiro. Filiado ao Partido Verde (PV), foi prefeito da cidade de Ponte Nova, em Minas Gerais, entre 2005 e 2008. Antes de chefiar o executivo, cumpriu dois mandatos como vereador no mesmo município. Sua gestão se relaciona com avanços na legislação ambiental e de patrimônio histórico, mas também foi marcada pela Operação Pasárgada da Polícia Federal, que investigou um esquema de corrupção envolvendo verbas do Fundo de Participação dos Municípios.

## Carreira na Medicina
Médico com especialização em cardiologia, Taquinho Linhares possui uma carreira consolidada na área da saúde em Ponte Nova, com atuação em consultório particular e no corpo clínico do Hospital Arnaldo Gavazza.

## Trajetória Política
Filiado ao PSB por décadas, Linhares iniciou sua vida pública como vereador na Câmara Municipal de Ponte Nova, onde serviu por dois mandatos consecutivos (1993-1996 e 1997-2000).
Nas eleições de 2004, candidatou-se a prefeito, tendo como vice Orlando Saraiva Lessa Filho, filiado ao Partido Popular Socialista (PPS). Foi eleito com 14.868 votos, o que o posicionou, na época, como o quinto prefeito mais votado na história do município.

## Prefeito de Ponte Nova (2005-2008)
A gestão de Taquinho Linhares foi caracterizada por uma dualidade entre avanços na preservação do patrimônio e um grave escândalo de corrupção que marcou seu mandato.

### Legado Ambiental e Patrimonial
A administração de Linhares deixou um legado significativo na proteção ambiental e cultural. Em resposta a uma intensa mobilização popular, sancionou em 2008 a lei que criou a Unidade de Conservação do Rio Piranga, visando proteger o curso d'água contra a construção de uma usina hidrelétrica. No mesmo ano, regulamentou o tombamento do histórico Hotel Glória como patrimônio cultural da cidade, dando continuidade a um processo iniciado em 1992 pelo ex-prefeito Antônio Bartolomeu.
Outra ação relevante foi a revogação da doação de um terreno municipal ao INSS, que havia sido cedido em 1979 e nunca utilizado. A medida, no entanto, gerou uma longa disputa judicial que impactou projetos futuros para a área.

### Operação Pasárgada
Em 9 de abril de 2008, a Prefeitura de Ponte Nova foi um dos alvos da Operação Pasárgada, da Polícia Federal, que investigava um esquema de fraudes para a liberação de verbas do FPM. A operação resultou na prisão de figuras-chave da administração, incluindo a então assessora especial e esposa do prefeito, Selma Linhares, e o secretário de Fazenda, Gilson Alves de Freitas.
Ambos foram exonerados por Linhares para, segundo ele, evitar "constrangimentos à administração pública". O escândalo levou à instauração de uma Comissão Parlamentar de Inquérito na Câmara Municipal, gerando uma grave crise institucional que marcou seu governo.

## Atividades Posteriores
Após deixar a prefeitura, Taquinho Linhares se afastou da linha de frente da política, mas não do debate público. Em janeiro de 2020, anunciou sua desfiliação do PSB, partido ao qual foi filiado por décadas, e assumiu a presidência do diretório municipal do Partido Verde (PV). Em declarações à imprensa, justificou a mudança por "desentendimentos" com a nova liderança do PSB e por um alinhamento ideológico com a pauta ambiental do PV, relembrando seu trabalho em defesa do Rio Piranga.